# Двухцветный кожан
Двухцветный кожан (лат. Vespertilio murinus) — летучая мышь среднего размера из рода Vespertilio.

## Ареал
Двухцветный кожан встречается на большей части Евразии. Природная среда обитания -  лесные массивы, но этот вид чаще других летучих мышей встречается в крупных городах и вообще в населённых пунктах.

## Описание
Длина тела двухцветного кожана может достигать 6,4 см, размах крыльев — от 27 до 33 см, а масса обычно составляет от 8 до 20 граммов. Его название происходит от окраски его меха, которая сочетает два цвета. Его спина окрашена от рыжего до тёмно-коричневого, а брюшная сторона белая или серая. Уши, крылья и лицо чёрного или темно-коричневого цвета. Крылья узкие, уши короткие, широкие и округлые.
Наибольшая известная продолжительность жизни составила двенадцать лет.

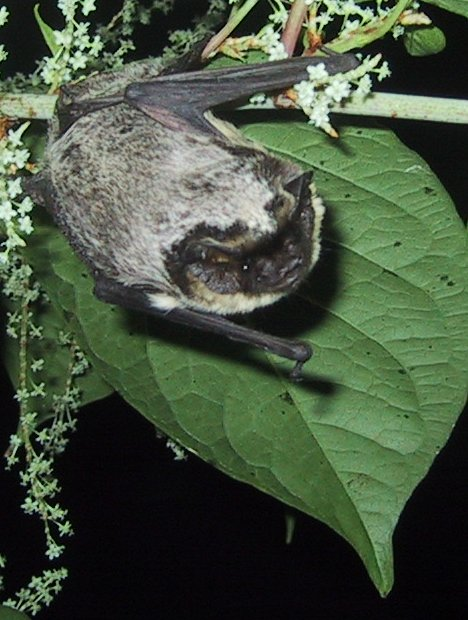
Двухцветный кожан, самец

## Поведение
Эти летучие мыши охотятся на мелкую добычу, например, комаров, ручейников и моль, с помощью ультразвука частотой около 25—27 кГц. Они охотятся после наступления сумерек на высоте 10—20 метров на открытых пространствах над ручьями и реками, над лесом или в свете уличных фонарей. В холодную погоду эти летучие мыши могут пропускать охоту.
Сведений о двуцветном кожане и его поведении не очень много, так как он довольно редко встречается. Самки живут в небольших группах, около 50 животных, иногда до нескольких сотен взрослых особей женского пола. В Западной Европе мужские группы насчитывают около 250 животных и собираются только в течение весны и начале лета. Эти летучие мыши мигрируют, известны случаи перелётов на расстояния до 900 км. Самая дальняя миграция была зафиксирована в 1989 и составила 1440 км.
В период с октября по март летучие мыши впадают в спячку. Они зимуют в одиночку и могут переносить температуру до −2,6 °C.

## Меры охраны
Двухцветный кожан занесен в Красную книгу города Москвы.